# Вир, Джон
Джон Вир (John Weir; Иван Федорович Вивюрский; 23.10.1906 — 23.11.1983) — журналист, писатель, деятель украинской диаспоры в Канаде.

## Биография
Родился в городе Брод-Вэлли (Канада) в семье лесоруба, иммигранта с Украины.
Участвовал в рабочем движении. С 1927 год — член Коммунистической партии Канады, позже — член ЦК КП, редактор её печатных органов — «The Worker» («Рабочий», с 1935 года), «Canadian Tribune» («Канадская трибуна», 1943-46), а также эмиграционных периодических изданий.
Урна с прахом захоронена в колумбарии Ваганьковского кладбища.

## Профессиональная деятельность
- Основал издание «Ukrainian Canadian» («Украинский канадец», 1947-54) и был его первым редактором.
- Работал в издании «Украинская жизнь» (член Редколлегии, 1954-58).
- Секретарь канадского Славянского комитета (1958—1961);
- Член Краевого исполнительного комитета Общества украинцев Канады (1961—1964).;
- С 1974 по 1983 — корреспондент газеты «Canadian Tribune» в Москве;
- Сотрудник киевской газеты «News from Ukraine» («Вісті з України»);
- Переводчик в издательствах Москвы и Киева; автор рассказов, стихов, перевёл на английский язык сочинения Т. Шевченко, И.Франко и других классиков украинской литературы.

Работы на украинском: очерки «Красная звезда», «Работница», «Чахоточный», «Два мешка золота», на английском — литературно-критические очерки.
Умер в Вестерн-Госпиталь (Канада).